# Museo d'arte sacra (Longiano)

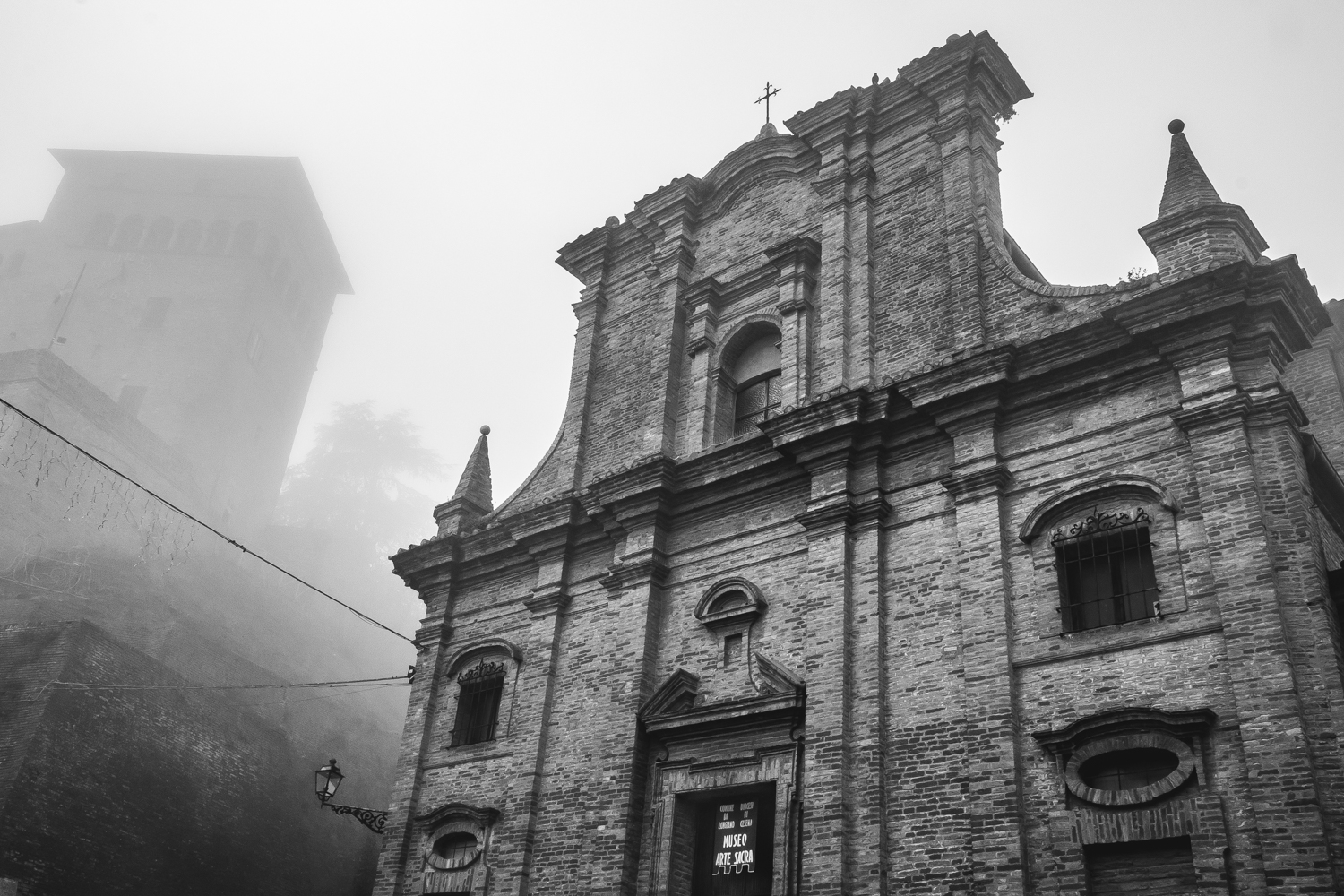
L'Oratorio di San Giuseppe (Museo d'arte sacra di Longiano)

Il Museo d'arte sacra di Longiano è stato fondato dal Comune di Longiano e dalla Diocesi di Cesena e Sarsina e inaugurato il 18 marzo 1989.

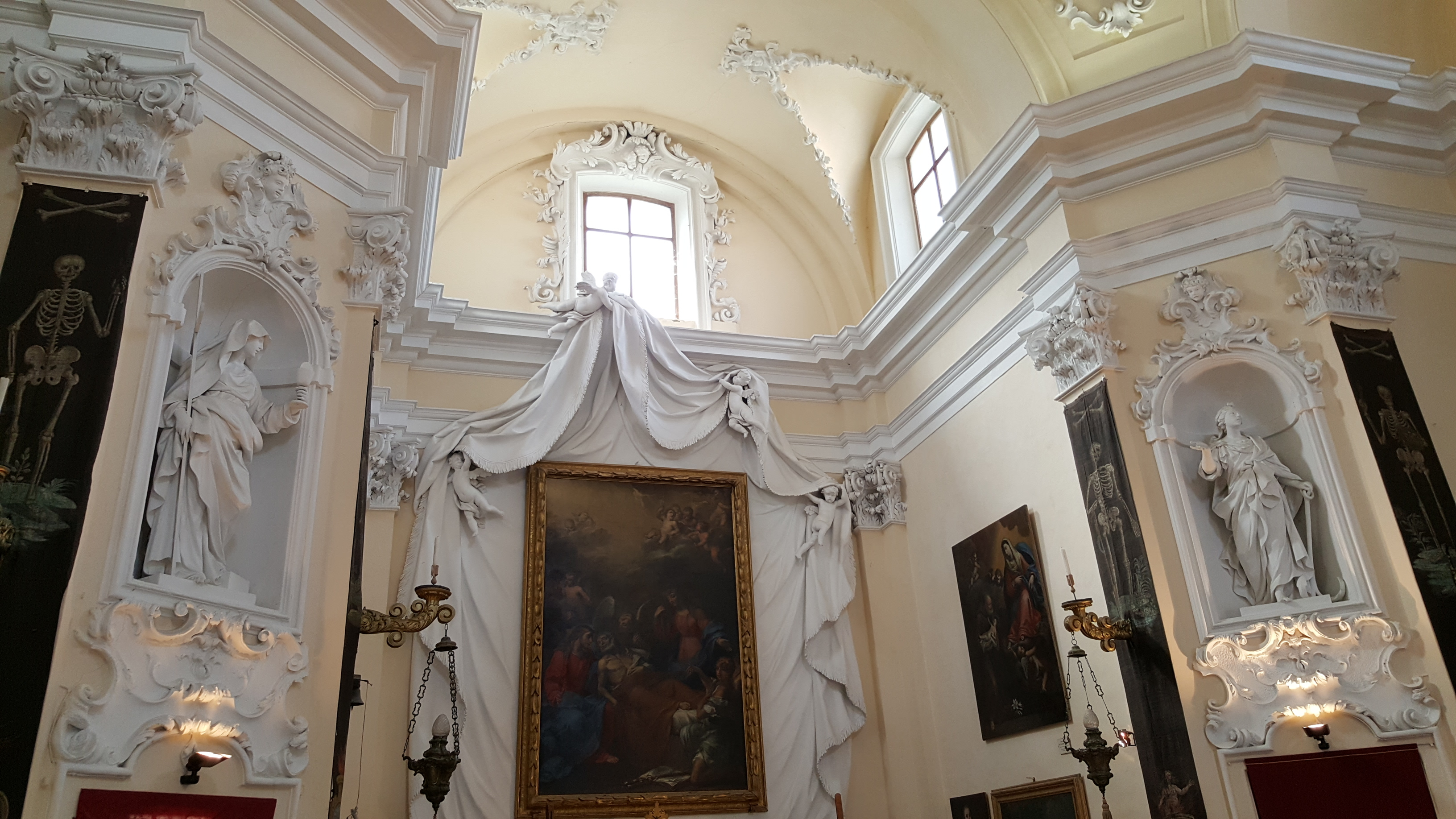
Interno con le decorazioni scultoree a stucco di Antonio Trentanove

È allestito nel settecentesco Oratorio di San Giuseppe Nuovo (già sede della Confraternita degli Agonizzanti).
L'antico spazio ecclesiastico è stato progettato nel 1703 da Pier Mattia Angeloni, con apparato decorativo in stucco realizzato tra il 1789 e il 1791 da Antonio Trentanove.
Il museo raccoglie le opere di varia natura (dipinti, ex voto, stampe antiche, suppellettile ecclesiale, etc.) provenienti dalle chiese e dagli edifici religiosi del territorio longianese.

## Opere principali

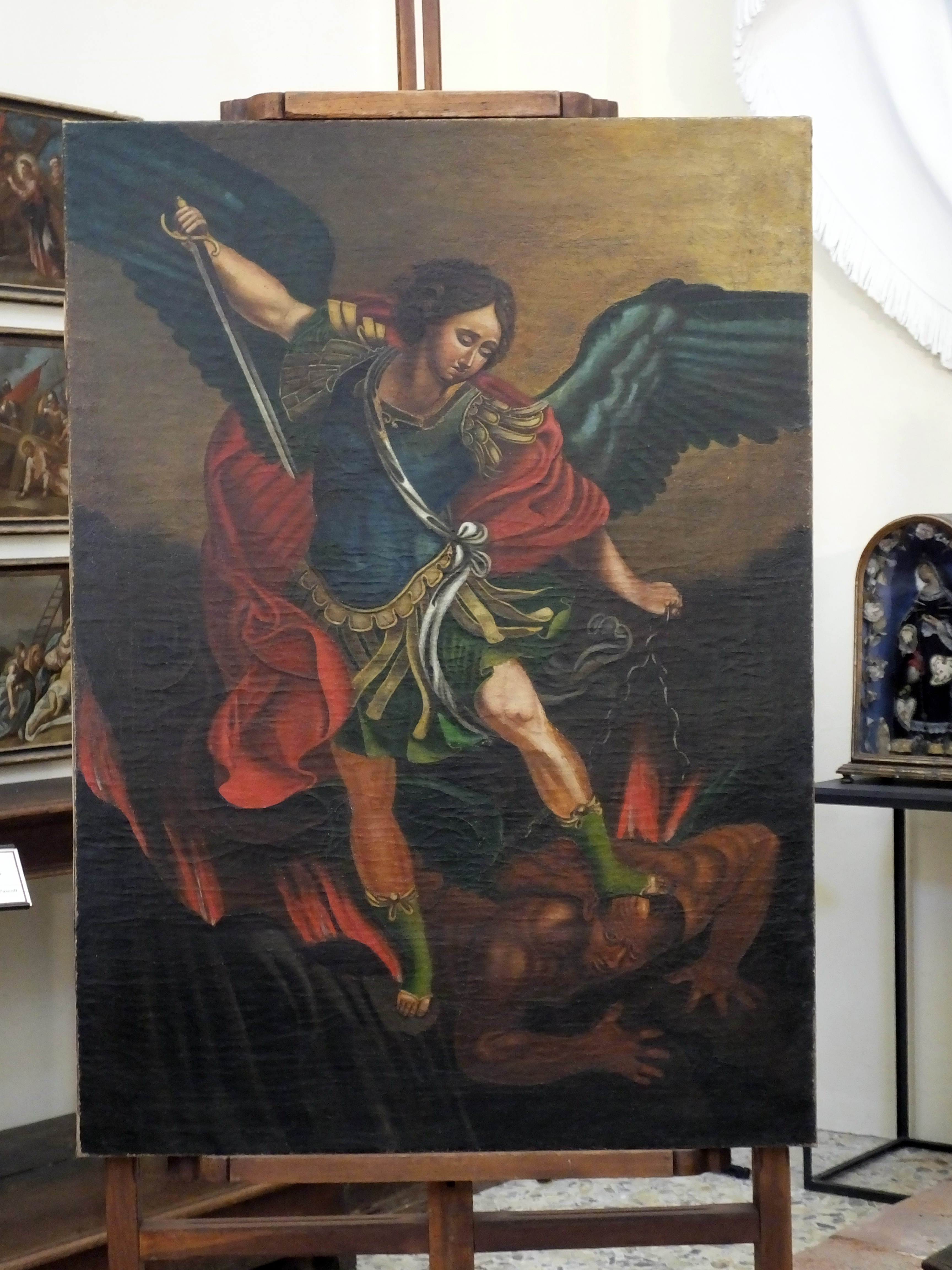
Dipinto raffigurante San Michele Arcangelo

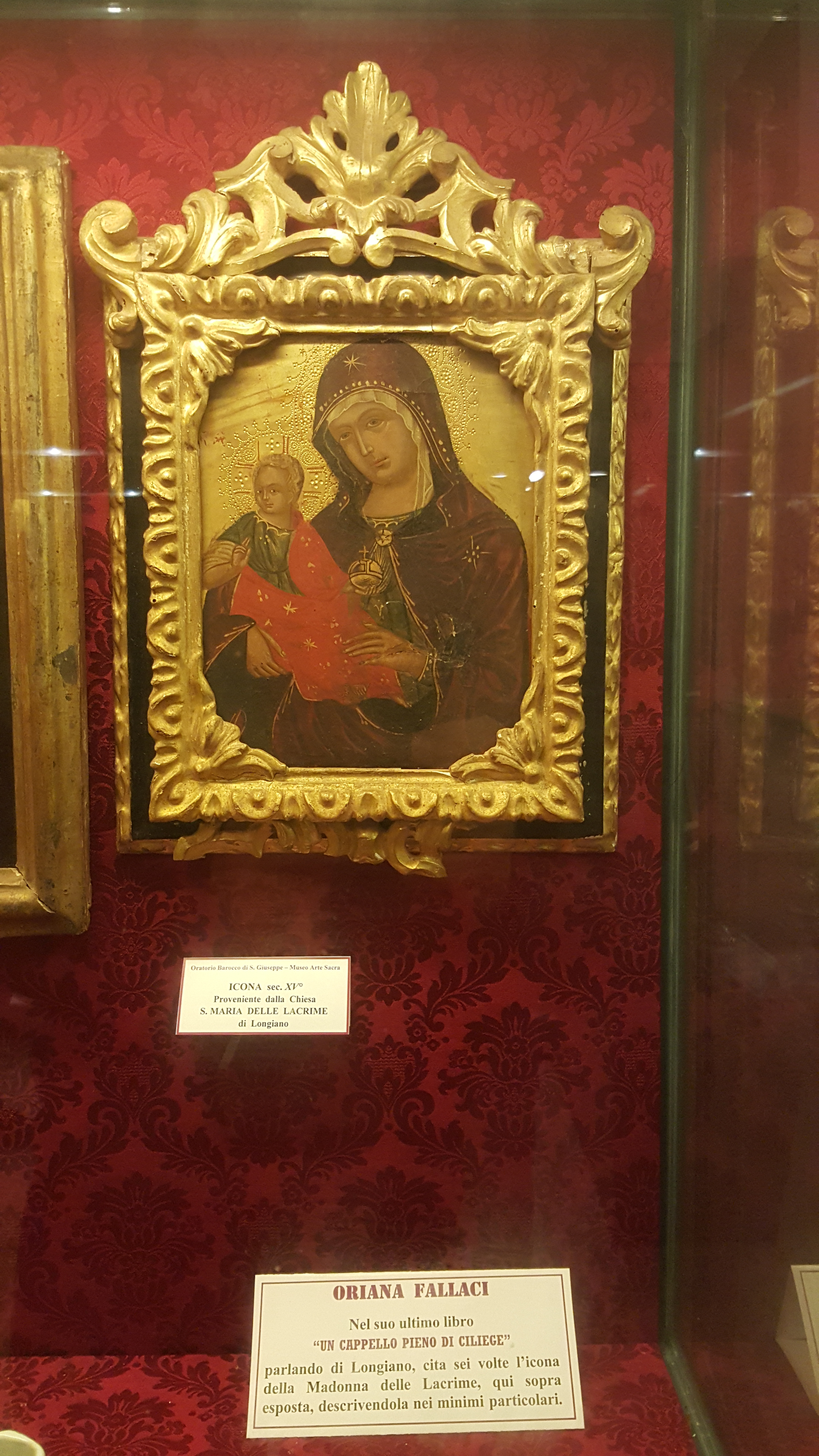
Icona ricordata da Oriana Fallaci

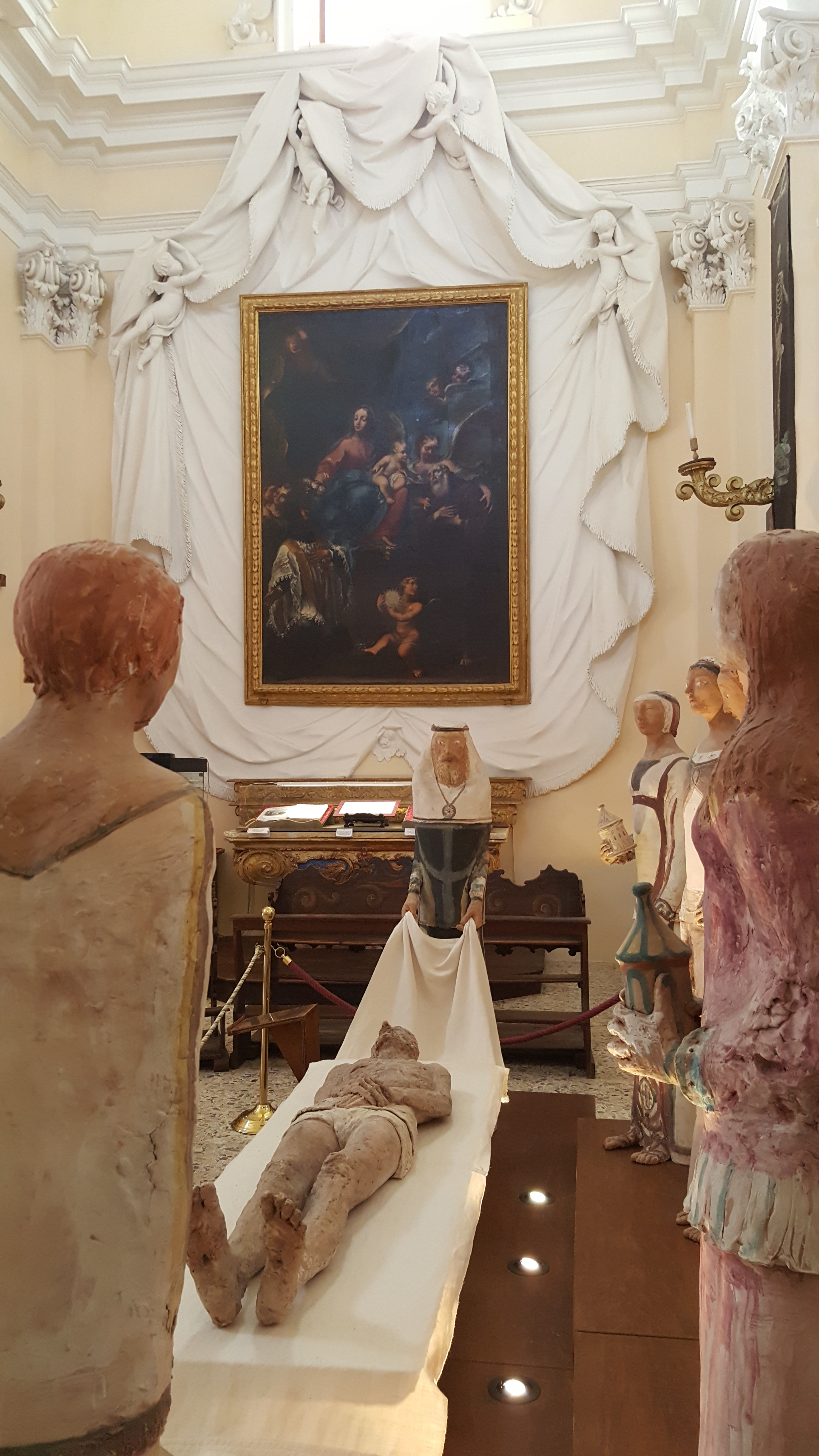
Il gruppo del Compianto sul Cristo morto di Ilario Fioravanti

Tra le opere sono da menzionare: la Via Crucis del XVIII secolo; il dipinto dell'Assunta e i Santi Antonio Abate e Girolamo di Giovanni Battista Barbiani del XVII secolo; il seicentesco Crocifisso fra San Girolamo e Monaca; l'icona della Beata Vergine col Bambino (oggi denominata Madonna delle Lacrime), citata da Oriana Fallaci nel suo libro Un cappello pieno di ciliege; inoltre è esposto il gruppo scultoreo in terracotta policroma del Compianto sul Cristo morto di Ilario Fioravanti realizzato nel 1985.

## Iniziative culturali
Il Museo d'arte sacra è stato tra i promotori della rassegna Longiano dei Presepi e partecipa alla Giornata dei Musei Ecclesiastici.

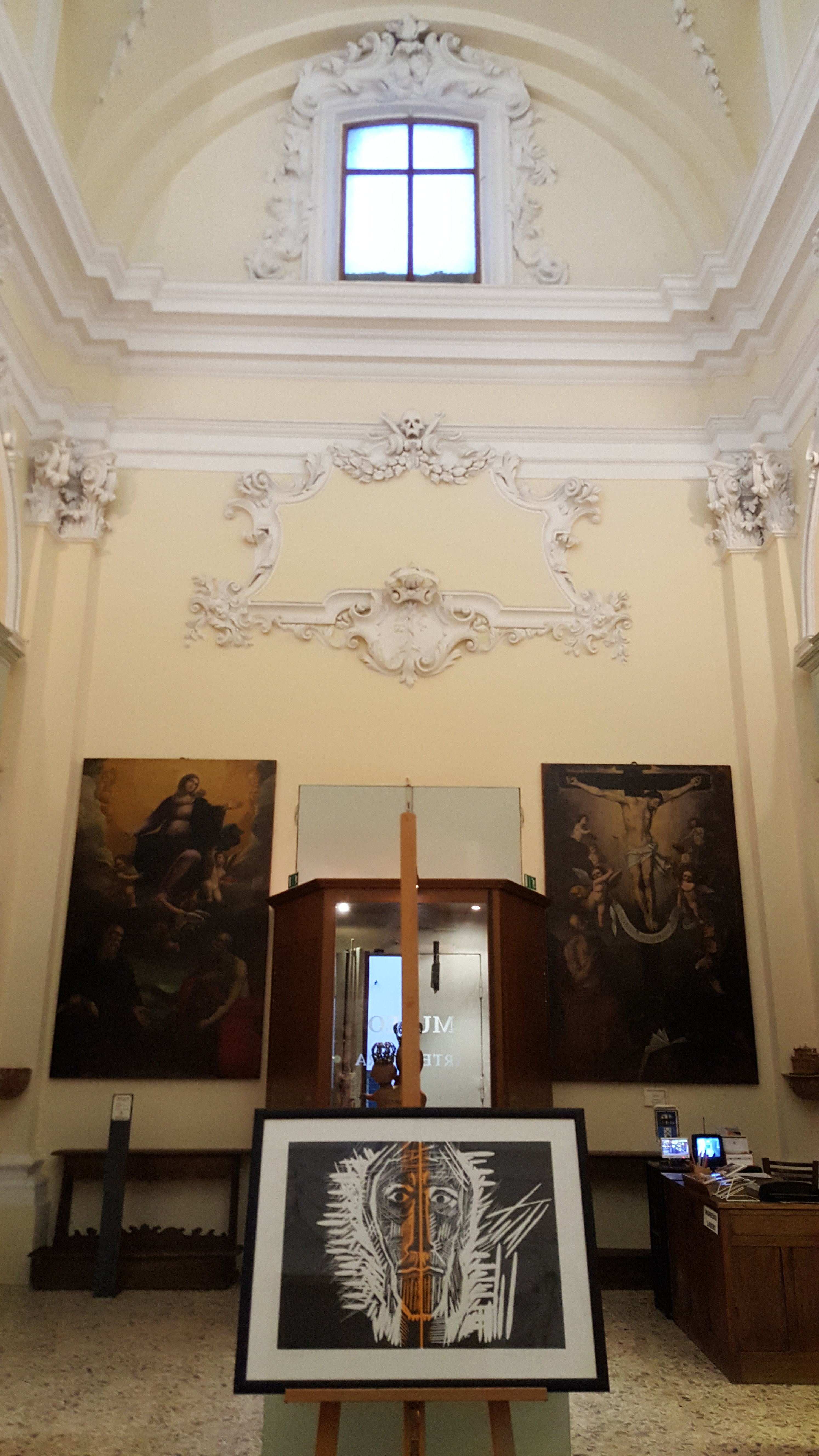
Mostra temporanea della xilografia "Rivoluzione" di Mimmo Paladino. 2016-2017.

Periodicamente ospita delle mostre temporanee.